# Стенд Юнайтед
Футбольний клуб Стенд Юнайтед або просто Стенд Юнайтед (англ. Stand United Football Club) — професіональний танзанійський футбольний клуб з міста Шиньянга. Виступає в Прем'єр-лізі, вищому футбольному дивізіоні чемпіонату Танзанії. Заснований у 2012 році.
Домашні матчі проводить на арені «Камбараж» у Шиньянзі, на якому є місця виключно для сидіння.